# 否定神學
否定神學，或反面神學（拉丁語：Via negativa），是神學中源遠流長的一種觀點，經常為一神教的信仰所採用。

## 定義
天主（或是造物主）乃是人類不可能正確去認識的一個對象，於是人類永遠不可能判斷這位天主是位怎麼樣的上帝（人類不具有建立「神正論」時所需要的那份心智能力），天主在歷史中的旨意也是不可能被人所掌握的，這一切除非是天主親自向人啟示方能明白。
否定神學的精神可以用這樣的話表示：與其說天主是什麼，不如說天主不是什麼。

## 相關神學觀念
- 不可知論
- 神秘主義
- 新正統神學
- 存在主義神學

## 其他相關觀念
- 否定辯證法（英语：Negative Dialectics），法蘭克福學派代表人物阿多諾的哲學主張
- 科學證偽主義 - 卡爾·波普的哲學主張：吾人只能證明一個客體不是什麼，而永遠不能證明一個客體就是什麼，吾人甚至不能證明１＋１的結果在明天也會等於２、不能事先肯定從五十樓高跳下就一定會死。